# بيل بيكر
بيل بيكر هو لاعب كرة القدم الكندية كندي، ولد في 23 أبريل 1944.